# ويليام أوبراين (سياسي أيرلندي)
ويليام أوبراين (بالإنجليزية: William O'Brien)‏ هو سياسي أيرلندي، ولد في 6 مارس 1918 في مقاطعة ليمريك في جمهورية أيرلندا، وتوفي في 5 نوفمبر 1994.

## مناصب
- انتخب عضو مجلس الشيوخ من أيرلندا عن دائرة Labour Panel [الإنجليزية]‏ وقد انضم خلال فترته النيابية ‏ (5 نوفمبر 1969 – 30 أبريل 1973) للكتلة البرلمانية فاين جايل.
- انتخب عضو مجلس الشيوخ من أيرلندا عن دائرة Labour Panel [الإنجليزية]‏ وقد انضم خلال فترته النيابية ‏ (1 يونيو 1973 – 22 يونيو 1977) للكتلة البرلمانية فاين جايل.
- في الانتخابات العمومية الإيرلندية 1977 [الإنجليزية]‏، انتخب نائب دييل عن دائرة ليمريك الغربية [الإنجليزية]‏ وقد انضم خلال فترته النيابية ‏ (5 يوليو 1977 – 21 مايو 1981) للكتلة البرلمانية فاين جايل.
- في الانتخابات العمومية الإيرلندية 1981 [الإنجليزية]‏، انتخب نائب دييل عن دائرة ليمريك الغربية [الإنجليزية]‏ وقد انضم خلال فترته النيابية ‏ (30 يونيو 1981 – 27 يناير 1982) للكتلة البرلمانية فاين جايل.
- في الانتخابات العمومية الإيرلندية، فبراير 1982 [الإنجليزية]‏، انتخب نائب دييل عن دائرة ليمريك الغربية [الإنجليزية]‏ وقد انضم خلال فترته النيابية ‏ (9 مارس 1982 – 4 نوفمبر 1982) للكتلة البرلمانية فاين جايل.
- في الانتخابات العمومية الإيرلندية، نوفمبر 1982 [الإنجليزية]‏، انتخب نائب دييل عن دائرة ليمريك الغربية [الإنجليزية]‏ وقد انضم خلال فترته النيابية ‏ (14 ديسمبر 1982 – 20 يناير 1987) للكتلة البرلمانية فاين جايل.